# Gouvernement Tindemans IV
Pour les articles homonymes, voir Gouvernement Tindemans.
Royaume de Belgique
Tindemans III Vanden Boeynants II
Le gouvernement Tindemans IV était une coalition de sociaux-chrétiens, socialistes, FDF et Volksunie. Elle comptait 23 ministres et 7 secrétaires d'État.
Il s'agit du premier gouvernement auquel participent le FDF et la Volksunie. 

## Composition
| Fonction | Titulaire | Titulaire                | Parti |
| --- | --------- | ------------------------ | ----- |
| Premier ministre |           | Leo Tindemans            | CVP   |
| vice-Premier ministre et ministre de la Fonction publique |           | Léon Hurez               | PSB   |
| vice-Premier ministre et ministre de la Défense nationale |           | Paul Vanden Boeynants    | PSC   |
| ministre de la Justice |           | Renaat Van Elslande      | CVP   |
| ministre des Affaires étrangères et à partir du 8.6.77: secrétaire d'État à l'Économie régionale, adjoint au ministre des affaires bruxelloises                                       |           | Henri Simonet            | PSB   |
| ministre des Affaires économiques |           | Willy Claes              | BSP   |
| ministre de la Prévoyance sociale secrétaire d'État aux Affaires sociales, adjoint au ministre des Affaires wallonnes                                                                 |           | Alfred Califice          | PSC   |
| ministre des Communications |           | Jos Chabert              | CVP   |
| ministre de l'Education nationale |           | Jef Ramaekers            | BSP   |
| ministre de l'Agriculture et des Classes moyennes |           | Antoine Humblet          | PSC   |
| ministre de la Culture néerlandaise et ministre des Affaires ﬂamandes |           | Rika De Backer-Van Ocken | CVP   |
| ministre de l'Education nationale |           | Joseph Michel            | PSC   |
| ministre de la Santé publique et de l'Environnement |           | Luc Dhoore               | CVP   |
| ministre des Finances |           | Gaston Geens             | CVP   |
| ministre du Commerce extérieur |           | Hector De Bruyne         | VU    |
| ministre de la Coopération au Développement |           | Lucien Outers            | FDF   |
| ministre des Postes, Télégraphes et Téléphones et ministre des Affaires bruxelloises                                                                                                  |           | Léon Defosset            | FDF   |
| ministre des Pensions |           | Jos Wijninckx            | BSP   |
| ministre de l'Emploi et du Travail |           | Guy Spitaels             | PSB   |
| ministre de l'Intérieur |           | Henri Boel               | BSP   |
| ministre de la Politique scientifique |           | Rik Vanderkerckhove      | VU    |
| ministre de la Culture française |           | Jean-Maurice Dehousse    | PSB   |
| ministre des Travaux publics et ministre des Affaires Wallonnes |           | Guy Mathot               | PSB   |
| secrétaire d'État à l'Économie régionale, adjoint au ministre des Affaires Wallonnes                                                                                                  |           | Robert Urbain            | PSB   |
| secrétaire d'État au Budget, adjoint au Premier ministre et secrétaire d'État à l'Économie régionale, adjoint au ministre des Affaires ﬂamandes                                       |           | Mark Eyskens             | CVP   |
| secrétaire d'État à la Réforme des institutions, adjoint au Premier ministre |           | Ferdinand De Bondt       | CVP   |
| secrétaire d'État à la Culture française, adjoint au ministre de la Culture française                                                                                                 |           | François Persoons        | FDF   |
| secrétaire d'État aux Affaires économiques, adjoint au ministre des Affaires économiques et secrétaire d'État aux Affaires sociales, adjoint au ministre des Affaires ﬂamandes        |           | Roger De Wulf            | BSP   |
| secrétaire d'État à la Réforme des institutions, adjoint au vice-Premier ministre L. Hurez                                                                                            |           | Jacques Hoyaux           | PSB   |
| secrétaire d'État à la Culture néerlandaise, adjoint au ministre de la Culture néerlandaise et secrétaire d'État aux Affaires sociales, adjoint au ministre des Affaires bruxelloises |           | Vic Anciaux              | VU    |